# 前瞻基礎建設計畫

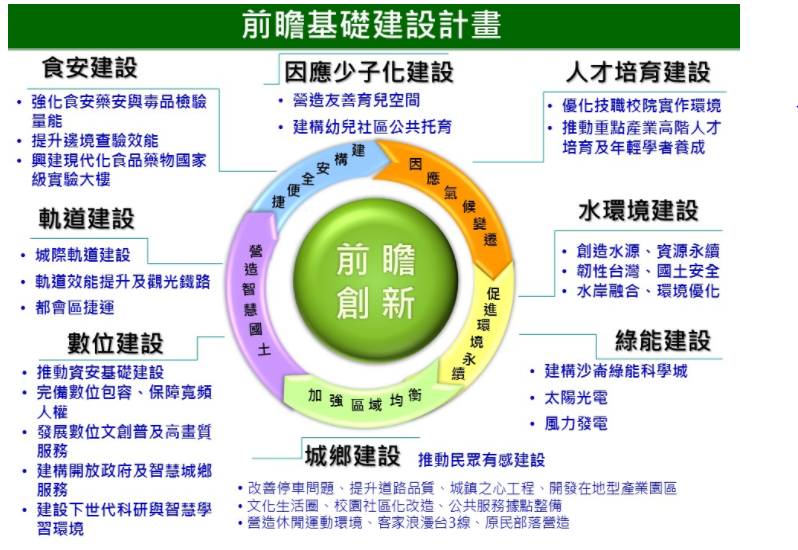
前瞻基礎建設計畫五大領域示意圖

前瞻基礎建設計畫（簡稱前瞻計畫）是臺灣蔡英文政府推行的經濟建設計畫，望透過興建及完善各種基礎設施，非常強化民間投資動能，帶動整體經濟成長潛能。整體計畫包含「綠數水道鄉」五大建設計畫：綠能建設、數位建設、水環境建設、軌道建設以及城鄉建設，規劃以八年時間投入總經費約新臺幣8824億9000萬元的特別預算，實際預算編列係分散於各年度，非全數一次舉債。行政院認為此計畫可增加民間投資國內生產總值約新臺幣1兆7777億3000萬元。

## 背景

### 提出
時任中華民國總統兼民主進步黨主席蔡英文在2017年2月6日執政決策協調會議中提出前瞻基礎建設計畫，行政院自3月20日起分別公布各項計畫，並由時任行政院院長林全在3月23日行政院會議通過「前瞻基礎建設特別條例草案」後正式對外宣布，行政院於4月5日以核定通過計畫核定本。

### 特別條例審查

#### 公聽會
前瞻基礎建設特別條例草案於中華民國立法院交由立法院經濟委員會、立法院財政委員會、立法院內政委員會、立法院交通委員會、立法院教育及文化委員會、立法院社會福利及衛生環境委員會聯合審查，並於4月10日至4月20日之間召開六場公聽會。

#### 第一次委員會審查
公聽會後，於4月24日進行詢答，並於4月26日廣泛討論及逐條討論。但是在4月26日遭到在野的中國國民黨杯葛，委員會主席邱議瑩於混亂中自行宣布完成審查引發譁然。隔日邱議瑩坦承議事處理程序不周全，重新排定審查。

#### 第二次委員會審查
5月3日、4日及8日經濟委員會審查遭到國民黨反對；5月11日朝野協商仍破局，會議由高志鵬逐條宣讀討論到第六條後休息；5月15日國民黨仍試圖阻止會議進行，結果由邱議瑩繼續逐條宣讀，並在否決國民黨的異議後完成初審，但全案保留送交朝野協商。

### 特別預算審查
前瞻基礎建設計畫特別預算原訂於5月底前送立法院審議，但特別條例在立法院第三會期結束前仍未通過。時任民主進步黨立法院黨團書記長李俊俋6月6日說明立法院將召開三次臨時會，在第一次臨時會鎖定前瞻條例草案與年改，第二次臨時會處理前瞻特別預算案，第三次臨時會盼特別預算案三讀。
2017年7月5日，前瞻基礎建設特別條例三讀通過。

## 建設計畫內容

### 軌道建設
行政院將推動八年期（2017-2024年）的軌道建設，將投入4,241.33億元的特別預算，改善城鄉差距，推動包括：「高鐵、臺鐵連結成網」、「臺鐵升級及改善東部服務」、「鐵路立體化或通勤提速」、「都會區推捷運」、「中南部有觀光鐵路」等五大主軸共38項軌道建設計畫。
| 計畫                                                                           | 經費（億元） | 縣市                   | 計畫進度 | 類別                   |
| ------------------------------------------------------------------------------ | ------------ | ---------------------- | -------- | ---------------------- |
| 高鐵彰化站與臺鐵轉乘接駁計畫                                                   | 18.92        | 彰化縣                 | 施工中   | 高鐵臺鐵連結成網       |
| 高鐵延伸屏東案站址規劃作業                                                     | 0.08         | 高雄市、屏東縣         | 已核定   | 高鐵臺鐵連結成網       |
| 高鐵左營站轉乘台鐵至屏東地區服務優化                                           | 2.46         | 高雄市、屏東縣         | 已核定   | 高鐵臺鐵連結成網       |
| 臺鐵南迴臺東潮州段電氣化計畫                                                   | 276.13       | 臺東縣、屏東縣         | 已完工   | 臺鐵升級及改善東部服務 |
| 花東地區鐵路雙軌電氣化計畫                                                     | 410.67       | 花蓮縣、臺東縣         | 施工中   | 臺鐵升級及改善東部服務 |
| 北宜鐵路提速工程計畫                                                           | 0.12         | 臺北市、新北市、宜蘭縣 | 已核定   | 臺鐵升級及改善東部服務 |
| 臺鐵電務智慧化提升計畫                                                         | 306.10       | 全國                   | 施工中   | 臺鐵升級及改善東部服務 |
| 票務系統整合再造計畫                                                           | 10.74        | 全國                   | 已核定   | 臺鐵升級及改善東部服務 |
| 成立軌道技術研究暨驗證中心                                                     | 41.76        | 高雄市                 | 已完工   | 臺鐵升級及改善東部服務 |
| 臺南市區鐵路地下化計畫                                                         | 293.60       | 臺南市                 | 施工中   | 鐵路立體化或通勤提速   |
| 桃園都會區鐵路地下化計畫                                                       | 964.09       | 桃園市                 | 施工中   | 鐵路立體化或通勤提速   |
| 嘉義市區鐵路高架化計畫                                                         | 275.86       | 嘉義市、嘉義縣         | 施工中   | 鐵路立體化或通勤提速   |
| 臺南市鐵路立體化延伸至善化地區計畫                                             | 342.49       | 臺南市                 | 已核定   | 鐵路立體化或通勤提速   |
| 大臺中地區山海線計畫第一階段（大甲－追分、大慶－烏日）暨彩虹線系統型式選擇評估 | 616.80       | 臺中市                 | 已核定   | 鐵路立體化或通勤提速   |
| 嘉義縣民雄鄉、水上鄉鐵路高架化綜合規劃                                         | 0.5          | 嘉義縣                 | 施工中   | 鐵路立體化或通勤提速   |
| 新竹大車站平台計畫規劃                                                         | 0.12         | 新竹市                 | 已核定   | 鐵路立體化或通勤提速   |
| 新北捷運三鶯線                                                                 | 502          | 新北市                 | 施工中   | 都會區推捷運           |
| 淡海輕軌運輸系統                                                               | 153.06       | 新北市                 | 已完工   | 都會區推捷運           |
| 安坑線輕軌運輸系統                                                             | 166.32       | 新北市                 | 已完工   | 都會區推捷運           |
| 桃園捷運綠線                                                                   | 982.64       | 桃園市                 | 施工中   | 都會區推捷運           |
| 高雄捷運岡山路竹延伸線第一階段                                                 | 30.60        | 高雄市                 | 已完工   | 都會區推捷運           |
| 高雄捷運岡山路竹延伸線第二階段                                                 | 272.83       | 高雄市                 | 施工中   | 都會區推捷運           |
| 高雄捷運黃線                                                                   | 1454.71      | 高雄市                 | 施工中   | 都會區推捷運           |
| 機場捷運增設A14站                                                              | 47.74        | 桃園市                 | 施工中   | 都會區推捷運           |
| 桃園綠線延伸至中壢                                                             | 351.69       | 桃園市                 | 施工中   | 都會區推捷運           |
| 新竹環線輕軌                                                                   | 300          | 新竹市                 | 已核定   | 都會區推捷運           |
| 臺中捷運藍線                                                                   | 841.64       | 臺中市                 | 已核定   | 都會區推捷運           |
| 臺中捷運綠線延伸彰化                                                           | 138.95       | 臺中市、彰化縣         | 已核定   | 都會區推捷運           |
| 臺南市先進運輸系統第一期綠線                                                   | 220.93       | 臺南市                 | 已核定   | 都會區推捷運           |
| 臺南市先進運輸系統第一期藍線                                                   | 186.04       | 臺南市                 | 已核定   | 都會區推捷運           |
| 基隆捷運建設計畫                                                               | 81.34        | 基隆市、臺北市、新北市 | 已核定   | 都會區推捷運           |
| 恆春觀光鐵道計畫                                                               | 190.43       | 屏東縣                 | 已核定   | 中南部觀光鐵路         |
| 東港觀光鐵道計畫                                                               | 25.25        | 屏東縣                 | 已核定   | 中南部觀光鐵路         |
| 集集線基礎設施改善                                                             | 23.63        | 彰化縣、南投縣         | 施工中   | 中南部觀光鐵路         |
| 雲林糖鐵延伸雲林高鐵站評估規劃                                                 | 0.08         | 雲林縣                 | 已核定   | 中南部觀光鐵路         |
| 嘉義蒜頭糖廠五分車延駛嘉義高鐵站評估規劃                                       | 0.08         | 嘉義縣                 | 已完工   | 中南部觀光鐵路         |
| 阿里山森林鐵路42號隧道計畫                                                     | 3.91         | 嘉義縣                 | 已完工   | 中南部觀光鐵路         |
| 臺北捷運環狀線第二階段                                                         | 2.35         | 臺北市、新北市         | 施工中   | 都會區推捷運           |
| 臺北捷運萬大線第二期                                                           | 1.47         | 新北市                 | 施工中   | 都會區推捷運           |

### 綠能建設
綠能建設特別預算為243.2億元，預期效益為達成能源轉型，解決臺灣能源問題，將台灣打造成為亞洲綠能產業的重要據點，並於5-10年內於全球綠能產業中使台灣占有一席之地。
| 計畫                           | 項目                                                                                           | 經費      |
| ------------------------------ | ---------------------------------------------------------------------------------------------- | --------- |
| 完備綠能技術及建設             | 太陽光電技術平台2年推動計畫、高雄海洋科技產業創新專區、臺中港離岸風電產業專區                  | 81億元    |
| 加速綠能科學城建置             | 科學城公建計畫、低碳智慧環境基礎建置                                                           | 117.8億元 |
| 前瞻技術試驗及健全綠色金融機制 | 綠能科技產業化技術驗證平台、區域性儲能設備技術示範驗證計畫、再生能源投(融)資第三方檢測驗證中心 | 44.4億元  |

### 數位建設
數位建設預計4年花費461億元特別預算，以及年度科技預算共733億元，再加上民間投入2,000億元寬頻建設及200億元內容與服務研發經費，使得2020年數位經濟佔GDP比重25.2%，促成文創及內容產業成為兆元產業。
行政院將「數位建設」定位在加速推動台灣超寬頻網路社會相關碁磐建設，建構民生公共物聯網提升生活品質與安全，並帶動數位文創與內容產業發展，協助達成「數位國家‧創新經濟發展方案」重點目標，以作為台灣產業創新方案之重要推動基礎，實現蔡英文總統「數位國家、智慧島嶼」之國家發展願景。
「數位建設」針對台灣未來發展數位應用必要之重點基礎建設項目，以「數位基礎建設」就是公共建設之創新觀念，規劃「推動網路安全基礎建設，提供網路安心服務」、「完備數位包容，保障寬頻人權」、「發展數位文創，普及高畫質服務」、「建構開放政府及智慧城鄉服務」及「建設下世代科研與智慧學習環境」等五大推動主軸、18項重點建設項目。
| 計畫名稱                         | 子計畫 | 特別預算經費 |
| -------------------------------- | --- | ------------ |
| 推動資安基礎建設提供網路安心服務 | 建構公教體系綠能雲端資料中心、強化政府基層機關資安防護及區域聯防、強化防救災行動通訊基礎建置、強化國家資安基礎建設                                                                | 69億元       |
| 完備數位包容保障寬頻人權         | 提升偏鄉衛生室及巡迴醫療點網路品質、普及偏鄉寬頻接取環境、普及國民寬頻上網環境 | 21.66億元    |
| 發展數位文創普及高畫質服務       | 國家文化記憶庫及數位加值應用、推動超高畫質電視內容升級前瞻計畫、新媒體跨平台內容產製計畫                                                                                          | 64.7億元     |
| 建構開放政府及智慧城鄉服務       | 普及智慧城鄉生活應用、建構民生公共物聯網、體感科技基地-體感園區計畫 | 119.23億元   |
| 建置下世代科研與智慧學習環境     | 建置校園智慧網路建置、強化數位教學暨學習資訊應用環境、高中職學術連網全面優化頻寬提升、建構雲端服務及大數據運算平台、自研自製高階儀器設備與服務平台、園區智慧機器人創新自造基地    | 185.3億元    |
| 體感科技園區                     | 畫聚焦突破產業發展瓶頸，期望帶動當前物聯網、智慧機械等國家重點產業發展外，也將結合多年來臺灣在發展數位內容產業所累積的堅實基礎與規模(如：3D動畫、建模、Unity 開發工具等) 向前邁進 | 10億元       |

### 水環境建設
水環境建設以「大幅降低淹、缺水風險，擘劃優質水環境」為願景，區分「安全、環境、發展」三大主軸，擘劃安全宜居水環境，加速治水及供水基礎建設，期能達成「穩定供水」、「防洪治水、韌性國土」及「優化水質、營造水環境」等目標。
2017年2月3日林全院長聽取經濟部水利署「全國水環境計畫」簡報後，將此計畫納入前瞻性計畫，並請中華民國經濟部成立跨部會平台。經濟部水利署自2016年起已積極盤點，經行政院超過15次研商及水利署15次會議與現勘，已彙整水環境建設計畫內容，同步籌劃執行、管考等計畫推動平台，擬定作業規定、審查與推動機制。
「水環境建設」涵蓋石門水庫阿姆坪防淤隧道工程、烏溪鳥嘴潭人工湖工程、無自來水地區供水改善、防災及備援水井建置、伏流水開發工程、推廣水資源智慧管理系統及節水技術、加強水庫集水區保育治理、湖山水庫第二原水管工程、深層海水取水工程、曾文南化聯通管工程、縣市管河川及區域排水整體改善、全國水環境改善、再生水工程...等計畫，期程自106年至113年，透過水環境之新思維、新技術、新環境及新產業措施，將讓我們水環境更有防護力、抵抗力及恢復力，營造不缺水、不淹水、喝好水及親近水的好環境。計畫完成後預計達下列效益:
1. 增加改善淹水面積約200平方公里，提升防災能力。
2. 營造一縣市一亮點，恢復河川生命力及親水永續水環境。
3. 增供常態供水100萬噸/日及備援供水200萬噸/日(20%)，有效降低缺水風險，並改善無自來水地區用水戶達9萬戶。

### 城鄉建設
城鄉建設為地方政府提出切合地方的建設，主要分成發展地方特色、有感工程等兩類，共歸納出可在2017-2020年內完成的十大工程，包含建設「停車場」、提升道路品質、城鎮之心工程、開發在地型產業園區、文化生活圈建設、校園社區化改造、公共服務據點整備、營造休閒運動環境、客家浪漫台3線、原民部落營造等。

#### 非直轄市與直轄市同一職務的公務員具有相同職等
行政院院長賴清德親自拜訪考試院院長伍錦霖，表達希望非直轄市與直轄市同一職務的公務員具有相同職等，考試院院會並於2018年5月10日通過「非六都縣市公務員職務列等調整」案，非直轄市地方政府的副局處長及科長職等比照直轄市，使非直轄市可留住人才。

#### 行政區劃法
推動「行政區劃法」，此法並非為縣市合併，因部分鄉鎮人口少於1萬人且不斷減少，提供縣市長調整縣市的鄉鎮或行政區，讓經營治理更有效率。

#### 友善育兒環境政策
為解決少子化問題，行政院將提出友善育兒環境政策，盼改善直轄市與非直轄市的社會福利落差問題。

#### 火車動力「POWER」三次方
為落實前瞻城鄉建設，時任中華民國經濟部部長沈榮津提出火車動力「POWER」三次方計畫。

##### 一次方：「場域」
「場域」，意即相關部會與地方政府合作推動計畫，例如：中華民國經濟部協助地方政府建置產業園區、中華民國文化部推動文化園區、中華民國內政部推動「城鎮之心計畫」、中華民國客家委員會推動「浪漫台三線計畫」及中華民國原住民族委員會協助原鄉的產業發展等。

##### 二次方：「人力」
「人力」，目前行政院推動社會企業計畫，由行政院政務委員唐鳳督導，唐鳳每週赴該計畫的「社會創新實驗中心」，與全台社會企業共同努力。社會企業存在目的是為解決弱勢、環境、生態等社會問題，且滿足企業經營的條件，政府盼推廣社會企業計畫。

##### 三次方：「在地產品」
中華民國國家發展委員會執行「地方創生計畫」，社會企業經營者可運用在地產品，解決問題並發展社企。

## 各方意見

### 政治人物
- 時任總統蔡英文表示，執政者必須時時刻刻將「區域平衡」記在心裡，人民不管住在哪裡，都應受到相同的照顧，所以只要做得到，政府都願意給中南部鄉親更多的支持。行政院籌畫之「前瞻基礎建設計畫」，是由政府帶頭全面擴大基礎建設的投資，希望能讓下一個世代需要的建設快速到位，並促進地方發展與區域平衡，扭轉重北輕南。[37]
- 中國國民黨籍時任新北市市長朱立倫於2017年多次批評前瞻計畫[38][39]，但同時代表新北市提出12案共4500億元欲積極爭取[40][41]。
- 中國國民黨籍時任苗栗縣縣長徐耀昌，提出5案共134億[42]，後又提出4案507億[43]。
- 2018年3月，中國國民黨時任新北市副市長侯友宜發文質疑，為什麼新北市的南環、北環、汐止民生線無法納入前瞻計畫的軌道建設？質疑這是蔡英文政府執政後推翻馬英九政府的決策。[44]交通部則說前瞻計畫已納入淡海輕軌、三鶯線及安坑輕軌，而且政府必須公平考量對各縣市的資源分配，大台北都會區在過去20年早已享受政府全部預算的55%。[44]時任行政院發言人丁允恭回應：「行政院對所有的建設項目，都會依據其可行性、優先性，還有落實縮短城鄉差距的理念排序與執行。」被侯友宜指出同為新北人的行政院院長賴清德也說，前瞻計畫的目標是「讓台灣各縣市一起進步」。[45]

### 民調
- 根據TVBS民調，46%民眾不支持推動前瞻計畫，支持為28%，近2成（19%）則表示不清楚前瞻計畫；針對計畫爭議，75%民眾認為前瞻基礎建設需要重新檢討，僅11%覺得不需要。[46]
- 根據台灣世代智庫民調，61.5%的受訪民眾肯定前瞻基礎建設計畫，27.3%認為沒幫助[47]。

## 外部連結
- 前瞻基礎建設計畫專區 - 行政院全球資訊網
- 前瞻基礎建設 QA 詳版 (Hackmd Book) （页面存档备份，存于）